# Iyad
Iyad fou una antiga tribu àrab. L'ancestre fou Iyad ibn Nizar ibn Maadd. Van governar la Meca però en foren expulsats pels khuzaa i es van establir a Bahrayn on van formar la confederació dels Tanukh amb altres tribus i es van establir a l'Iraq, a la regió de Sawad. Aquest darrer fet no es pot datar amb precisió però hauria passat a la meitat del segle iii.
Una part es va instal·lar a Hira i van esdevenir cristians, o potser ja ho eren, i molts van entrar al servei dels sassànides, però una part van seguir vivint com beduïns i van arribar a enfrontar als perses que van derrotar en la batalla de Dayr al-Djamadjim en una data que podria estar entre 531 i 554. Els perses van enviar una segona expedició que el va derrotar i van haver de fugir al desert o cap a Síria; un grup es va establir a la regió de Kufa i Takrit i encara que en foren expulsats hi van retornar. Els que van restar a l'Iraq van entrar a l'exèrcit sassànida i van ser enviats contra els bakrites, la tribu Bakr ibn Wail, participant en la batalla de Dhu Kar vers el 604, quan es van passar als bakrites i junts van derrotar els perses en la primera gran derrota dels perses contra els beduïns.
Les tribus iyadites es van oposar als musulmans i van participar en batalles a Ayn al-Tamr i a Sandawda entre altres llocs, vers el 634. Els Tanukh de Síria, regió d'Homs, de la que els Iyad eren una part, foren sotmesos vers el 634. El 638 els Iyad de l'Iraq i altres tribus beduïnes es van allistar a l'exèrcit romà d'Orient que volia recuperar Síria, però quan els musulmans van dominar Mesopotàmia van desertar i es van fer musulmans; els romans d'Orient es van haver de retirar cap a Cilícia. El califa Umar va demanar l'extradició dels que havien seguit als romans d'Orient, que van haver de ser entregats, i foren instal·lats a Síria i Mesopotàmia perdent la seva característica tribal particular.